# Fernando Luís
Fernando Luís Rodrigues Correia (Setúbal, 9 de Março de 1961) é um actor português.
Iniciou a sua actividade no Teatro de Animação de Setúbal, onde permaneceu por duas temporadas. Em 1992 recebeu o Prémio de Melhor Actor pela Associação Portuguesa de Críticos de Teatro pela peça A Ópera dos Três Vinténs, de Bertolt Brecht. Depois disso, passou pelo Teatro Nacional D. Maria II, pelo Teatro Maria Matos, pelo Teatro da Cornucópia e pelo Teatro Aberto, entre outros, representando peças de Brecht, Eugene O'Neill, Ray Bradbury, Turgueniev, Manuel Teixeira Gomes e Hélia Correia. Foi dirigido por nomes como João Canijo, Diogo Infante, Fernando Gomes, João Brites, Filipe La Féria, José Caldas, Jorge Lavelli, Carlos Avilez e Graça Correia.
Estreou-se no cinema em Rosa Negra, de Margarida Gil (1992). Desde então, participou em filmes de realizadores como Marco Martins, Manuel Mozos, Margarida Cardoso ou José de Sá Caetano. Foi dirigido por João Canijo em Sapatos Pretos (1998), Noite Escura (2004) e Mal Nascida (2007).
Actor regular em séries televisivas, integrou o elenco de O Mandarim (1990), Alentejo Sem Lei (1990) e Polícias (1996), popularizando-se depois em Médico de Família (1998 a 2000). Seguiram-se então as séries A Minha Família É uma Animação (2001 a 2002), A Minha Sogra é Uma Bruxa (2002 a 2003), Inspector Max (2003 a 2005 , 2017), Nome de Código: Sintra (2005 a 2006), Bocage (2006) e A Minha Família (2006 a 2007).
Em 2007 estreou-se nas telenovelas em Fascínios, para a TVI, tendo participado no ano seguinte na série Equador, baseada na obra homónima de Miguel Sousa Tavares. No seu último trabalho televisivo, deu vida ao vilão Sertório Mota na telenovela Sentimentos (2009), também para a TVI. Por último participou em 2011 na novela "Anjo Meu" da TVI onde interpretou a personagem de Alípio Saraiva.
Em 2014 protagonizou o filme Terra 2084 do realizador Nuno Sá Pessoa pelo qual venceu o prémio GDA para melhor actor do ano nos prémios anuais do Shortcutz Lisboa.
É assumido adepto do Vitória Futebol Clube.

## Filmografia

### Televisão
| Ano         | Projeto                        | Papel                     | Notas                 | Canal |
| ----------- | ------------------------------ | ------------------------- | --------------------- | ----- |
| 1989        | Rua Sésamo                     |                           | Pequena Participação  | RTP1  |
| 1990        | O Rato dos Livros              | Robin dos Bosques         | Pequena Participação  | RTP1  |
| 1990        | O Mandarim                     | Cabrita                   | Participação Especial | RTP1  |
| 1990        | Alentejo sem Lei               | Geraldo Camacho           | Participação Especial | RTP1  |
| 1992        | Aqui D'El Rei!                 | Coronel Gastão (voz)      | Participação Especial | RTP1  |
| 1992        | Rosa Negra                     | António                   | Elenco Principal      | RTP1  |
| 1992        | Amor e Dentinhos de Pé         | Camilo (voz)              | Elenco Principal      | RTP1  |
| 1993        | Terra Instável                 | Doutor                    | Elenco Adicional      | RTP1  |
| 1993        | A Ópera dos Três Vintens       |                           | Participação Especial | RTP1  |
| 1995        | Tordesilhas - O Sonho do Rei   |                           | Participação Especial | RTP1  |
| 1997        | Polícias                       | João das Neves            | Elenco Principal      | RTP1  |
| 1997        | Gladiadores                    | Belo Bruto                | Elenco Principal      | RTP1  |
| 1998        | No Caminho Para a Escola       | Oficial da Polícia 3      | Participação Especial | RTP1  |
| 1998        | Sapatos Pretos                 | Jordão                    | Participação Especial | RTP1  |
| 1998 - 2000 | Médico de Família              | Diogo Melo                | Protagonista          | SIC   |
| 2001 - 2002 | A Minha Família é uma Animação | José Dias                 | Elenco Principal      | SIC   |
| 2002 - 2003 | A Minha Sogra é uma Bruxa      | Alberto                   | Elenco Principal      | RTP1  |
| 2004 - 2006 | Inspector Max                  | Jorge Mendes              | Protagonista          | TVI   |
| 2006        | Bocage                         | António Bersane           | Elenco Principal      | RTP1  |
| 2007        | Nome de Código: Sintra         | Duarte Valadas            | Elenco Principal      | RTP1  |
| 2007 - 2008 | Fascínios                      | Jaime Brandão             | Antagonista           | TVI   |
| 2009        | Equador                        | Anselmo de Sousa Teixeira | Elenco Principal      | TVI   |
| 2009 - 2010 | Sentimentos                    | Sertório Mota             | Antagonista           | TVI   |
| 2009 - 2010 | A Minha Família É uma Animação | Óscar Teixeira            | Elenco Principal      | RTP1  |
| 2010        | Tempo Final                    | Heitor                    | Elenco Principal      | RTP1  |
| 2010        | República                      | José Relvas               | Elenco Principal      | RTP1  |
| 2010        | Tempo Final                    | Heitor                    | Elenco Adicional      | RTP1  |
| 2010 - 2011 | Sedução                        | Mário Almeida             | Protagonista          | TVI   |
| 2011 - 2012 | Anjo Meu                       | Alípio Saraiva            | Antagonista           | TVI   |
| 2012 - 2013 | Doida Por Ti                   | Samuel Galhardo           | Elenco Principal      | TVI   |
| 2013 - 2014 | Sol de Inverno                 | Ricardo Moreira           | Elenco Principal      | SIC   |
| 2014        | Os Filhos do Rock              | Manoel                    | Elenco Adicional      | RTP1  |
| 2014 - 2015 | Jardins Proibidos              | Aníbal Resende            | Antagonista           | TVI   |
| 2016 - 2017 | A Impostora                    | Ricardo Varela            | Antagonista           | TVI   |
| 2017        | A Herdeira                     | Emiliano Rivera           | Participação Especial | TVI   |
| 2017 - 2019 | Inspetor Max                   | Jorge Mendes              | Protagonista          | TVI   |
| 2018        | 3 Mulheres                     | Alfredo Machado           | Elenco Principal      | RTP1  |
| 2019 - 2021 | Terra Brava                    | Carlos Moreira            | Elenco Principal      | SIC   |
| 2020        | Pecado                         | Espinosa                  | Elenco Principal      | TVI   |
| 2021 - 2022 | A Serra                        | Manuel Teles de Arriaga   | Elenco Principal      | SIC   |
| 2022 - 2023 | Por Ti                         | Miguel Brito              | Elenco Principal      | SIC   |
| 2023        | Marco Paulo                    | Marco Paulo               | Protagonista          | SIC   |
| 2023 - 2024 | Flor sem Tempo                 | Teodoro Mosquito          | Elenco Principal      | SIC   |
| 2025        | A Herança                      | Augusto Pereira           | Elenco Principal      | SIC   |

### Cinema
- Sapatos Pretos, realizado por João Canijo, 1997
- América, realizado por João Nuno Pinto, 2010
- Sangue do meu sangue, realizado por João Canijo, 2011
- Ruth, realizado por António Pinhão Botelho, 2018